# Graciadió
Graciadió es una película de Argentina filmada en colores dirigida por Raúl Perrone sobre su propio guion escrito en colaboración con Roberto Barandalla que se estrenó el 22 de agosto de 1997 y que tuvo como actores principales a Adrián Otero,   Adrián Dárgelos, Iván Noble y Axel Kuschevatzky.
El director es un caricaturista vinculado desde la década de 1970 a los hacedores del rock`n`roll argentino cuya vasta obra cinematográfica en Super 8 y en video, refleja las inquietudes de los jóvenes frente a una sociedad que generalmente no la comprende y lo que es peor, le da la espalda.

## Sinopsis
Tres jóvenes hijos del suburbio, la calle y la crisis generalizada, Pao que cuida a su abuela; su novio Gus, que vende televisores viejos y ajenos y el Mendo, un apasionado por Los Simpsons que sigue a sus amigos, buscan explicarse su abandono, su soledad, su infelicidad, cuando se produce un embarazo en medio de una situación de depresión económica a nivel nacional.

## Reparto
Intervinieron en el filme los siguientes intérpretes:
- Gustavo Prone
- Violeta Naón
- Mauro Altschuler
- Carlos Briolotti
- Norberto Verea … Gordo
- Adrián Otero … Sandrito
- Horacio Embón
- Adrián Dárgelos
- Iván Noble …Rulo
- Axel Kuschevatzky … Comprador objetos robados
- Ada Quiñones … Florcita
- Micaela Abidor
- Félix Tornquist
- Gabriel Levy
- Lisandro Ruiz … Empleado del videoclub

## Comentarios
Fernando Peña en Film escribió:

«Graciadió es Argentina 1997 en toda la magnitud de su catástrofe suburbana, tan aplastante, cotidiana y compartida que ya no necesita ser expresada…es solo con referencia a Wenders, a Jarmusch, a Tarantino o a cualquiera de los cineastas que le son queridos: Perrone ya es dueño de un universo tan propio e intransferible como los de cualquiera de ellos .»

Claudio Minghetti en La Nación opinó:

«…ha conseguido lo que pocos cultores de las imágenes en el Río de la Plata: una obra detrás de la cual puede identificarse un autor.»

Pablo O. Scholz en Clarín dijo:

«Tiene una estética propia, en la que Perrone se despreocupa por la continuidad y la creación de climas internos…Al fin, una mirada distinta nunca viene mal.»

Manrupe y Portela escriben:

«Poesía con escenario suburbano, y descripción del comportamiento de los jóvenes con conocimiento del tema, el primer largo estrenado por Perrone es tal vez su mejor película. Exhibido con escaso apoyo de difusión y en funciones de trasnoche, tuvo un sorprendente éxito de público.»